# 江馬修
江馬 修（えま しゅう、または えま なかし、1889年12月12日 - 1975年1月23日）は、日本の小説家。本名の読みは「なかし」で、筆名は「しゅう」とすることが多かったが、一定しない。

## 来歴
岐阜県高山市生まれ。画家を志して出奔し、横山大観の家に同居していたこともあるが、5日で帰郷。1906年、斐太中学校中退。田山花袋の書生や小学校の代用教員、区役所の臨時雇いなどを経て、1911年、『早稲田文学』発表の「酒」でデビュー。夏目漱石門下の阿部次郎らと交遊。このころ小宮豊隆の紹介で夏目漱石にも会っているが、デビュー作「酒」の題名に引っ掛けて「酒の作者か、酒だるの作者か知らないが、もっとこっち来給えよ」と茶化され、気分を害して漱石から距離を置いた。
1911年頃、森田草平や生田長江から石川啄木の病が重いことを聞き、知り合いの医師に頼んで啄木とその一家のもとに往診させる。啄木の没後、1920年には盛岡で啄木歌碑の建立を提案し、そのために募金講演会を開き、1922年に歌碑除幕を実現させた。
その間、1916年、長編『受難者』がベストセラーとなって名を挙げる。当時、江馬は人気作家の一人で、偽者が現れて女を騙したり金銭を詐取したりする事件が続発した。島田清次郎は、江馬の『受難者』『暗礁』に霊感を受けて『地上』第一部を書いた。
1926年以後ヨーロッパに渡り、帰国後、『戦旗』に属するプロレタリア作家として活動する。1929年、特高に逮捕され約40日間留置の後、起訴猶予処分となる。1934年に飛騨高山へ戻り、郷土研究雑誌『ひだびと』を創刊し、赤木 清の筆名で考古学論文を執筆。この期間に蓄えた郷土史の知識に基づき、戦中から戦後にかけて長編『山の民』を執筆。
1946年、日本共産党に入り飛騨地区委員長となる。1966年、日本共産党を離党。中華人民共和国で最も有名な日本の作家だった。
1914年、25歳で初婚。1917年、ピアニスト久野久と恋仲になる。1927年、作家・民俗学者の江馬三枝子（本名、富田ミサホ）と再婚。1950年、当時28歳の豊田正子と知り合い夫婦同然に暮らすが、三枝子は離婚に承諾しなかった。ぬやま・ひろしとの交遊から文化大革命中の中国に渡り、豊田にこれを礼讃する著作を書かせるが、その後、1972年、豊田を捨てて53歳下の天児直美と暮らした。1975年1月23日、老衰と脳軟化症のため東京都立川市の自宅で死去。戒名は焔燿院修智精進居士。
江馬の作品は黒島伝治、大岡昇平、羽仁五郎などから非常に高く評価されたが、文壇からはほぼ黙殺された。吉目木晴彦は16歳で江馬の『山の民』を読んで作家を志し、江馬の自伝『一作家の歩み』を修業時代のバイブルとしていた。

## 著作

### 著書
- 『蛇つかひ』春陽堂、1914年
- 『受難者』新潮社、1916年。旧新潮文庫、1938年。角川文庫、1952年。
- 『寂しき道』新潮社、1917年
- 『暗礁』新潮社、1917年
- 『人及び芸術家としての国木田独歩』新潮社、1917年。のち復刻（日本図書センター）1983年
- 『愛と憎み』新潮社、1918年
- 『不滅の像』全3巻 新潮社、1919年 - 1921年
- 『樫の葉』新潮社、1920年
- 『三つの木』新潮社、1921年
- 『運命の影』新潮社、1921年
- 『訪るる女』新潮社、1922年
- 『心の窓 感想と小品』新潮社、1922年
- 『極光』（上・下）新潮社、1924年
- 『羊の怒る時』聚芳閣、1925年。新版・影書房、1989年
  - 『羊の怒る時 - 関東大震災の三日間』筑摩書房《ちくま文庫》、2023年8月　ISBN 978-4-480-43904-8
- 『追放』新潮社、1926年
- 『夏樹』新潮社、1926年
- 『阿片戦争』戦旗社《日本プロレタリア作家叢書》、1930年
- 『山の民』（全3部）飛騨考古土俗学会、1938年 - 1940年／春秋社（上・下）、新版 2014年ほか
- 『郷土演劇運動の理論と実際』白林書房、1944年
- 『本郷村善九郎』冬芽書房、1950年
- 『流人』青木書店《青木文庫》、1953年
- 『氷の河』（全2部）理論社、1955年
- 『一作家の歩み』理論社、1957年。復刻（日本出版センター「近代作家研究叢書65」）、1989年
- 『定稿 山の民』（全4部）理論社、1958年
- 『延安賛歌』新日本出版社、1964年
- 『江馬修作品集』（全4巻）北溟社、1973年
  - 『飛騨百姓騒動記』春秋社、1989年、第3巻[17]の新版

### 翻訳
- トルストイ『幼年・少年』新潮社、1914年。旧新潮文庫、1934年
- ストリンドベルヒ『地獄』新潮社、1915年
- トルストイ『青年』新潮社、1920年
- ストリンドベルヒ『赤い部屋』（阿部次郎との共訳）新潮社、1921年

## 評伝
- 天児直美『炎の燃えつきる時 江馬修の生涯』春秋社、1985年9月。